# Liste der Biografien/Tel
Liste der Biografien |
Portal Biografien |
Personensuche
# |
A |
B |
C |
D |
E |
F |
G |
H |
I |
J |
K |
L |
M |
N |
O |
P |
Q |
R |
S |
T |
U |
V |
W |
X |
Y |
Z |
?
 
Ta |
Tc |
Te |
Tf |
Tg |
Th |
Ti |
Tj |
Tk |
Tl |
Tm |
To |
Tq |
Tr |
Ts |
Tu |
Tv |
Tw |
Tx |
Ty |
Tz
 
Tea |
Teb |
Tec |
Ted |
Tee |
Tef |
Teg |
Teh |
Tei |
Tej |
Tek |
Tel |
Tem |
Ten |
Teo |
Tep |
Teq |
Ter |
Tes |
Tet |
Teu |
Tev |
Tew |
Tex |
Tey |
Tez
Die Liste der Biografien führt alle Personen auf, die in der deutschsprachigen Wikipedia einen Artikel haben. Dieses ist eine Teilliste mit 291 Einträgen von Personen, deren Namen mit den Buchstaben „Tel“ beginnt.

## Tel
- Tel, Jeroen (* 1972), niederländischer Komponist
- Tel, Mathys (* 2005), französischer FußballspielerMathys Tel (* 2005)

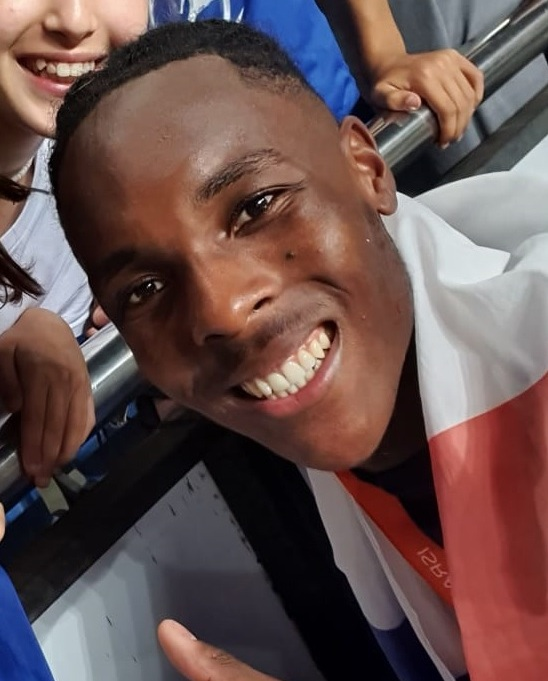
Mathys Tel (* 2005)

### Tela
- Telalović, Semir (* 1999), deutsch-bosnischer Fußballspieler
- Telasko, Rolf (1911–1991), österreichischer Opernsänger der Stimmlage Bassbariton
- Telavi, Willy (* 1954), tuvalesischer Politiker

### Telb
- Telbisz, Karl (1854–1914), Bürgermeister von Temeswar
- Telbukh, Svetlana (* 1984), ukrainische Künstlerin und Sandmalerin

### Telc
- Telch, Christian (* 1988), deutscher Fußballspieler
- Telch, Karl (1870–1953), österreichischer Theologe
- Telch, Roberto (1943–2014), argentinischer Fußballspieler
- Telcs, Ede (1872–1948), ungarischer Bildhauer und Medailleur

### Teld
- Telderman, Rogier (* 1982), niederländischer Jazzmusiker (Piano, Komposition)
- Telders, Ben (1903–1945), niederländischer Jurist und Politiker

### Tele
- Telegdi, Andrew (1946–2017), ungarisch-kanadischer Politiker der Liberalen Partei Kanadas ungarischer Abstammung
- Telegdi, Valentine (1922–2006), US-amerikanischer Physiker
- Telegdy, János (1575–1647), ungarischer Theologe
- Telegdy, Stefan, deutscher Regisseur und Produzent von Werbespots und Spielfilmen
- Telegin, Iwan Alexejewitsch (* 1992), russischer Eishockeyspieler
- Telegina, Walentina Petrowna (1915–1979), sowjetische Film- und Theaterschauspielerin
- Telek, April (* 1975), kanadische SchauspielerinApril Telek (* 1975)

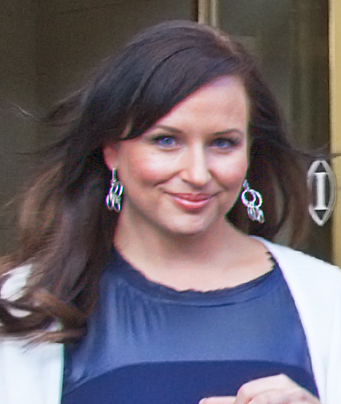
April Telek (* 1975)

- Telek, George (* 1959), papua-neuguineischer Sänger
- Telek, Nazif (1957–2007), deutscher Schriftsteller und Journalist kurdischer Abstammung und türkischer Herkunft
- Telek, Sara (* 1988), österreichische Fußballspielerin und Fußballschiedsrichterin
- Teleki von Szék der Jüngere, László (1811–1861), österreichisch-ungarischer Politiker und Schriftsteller
- Teleki von Szék, Dominik (1773–1798), ungarischer Adeliger, Jurist und Reiseschriftsteller
- Teleki, Blanka (1806–1862), ungarische Künstlerin, Bildungsreformerin und Frauenrechtlerin
- Teleki, Géza (1843–1913), ungarischer Schriftsteller, Politiker und Innenminister
- Teleki, József (1790–1855), ungarischer Historiker, Jurist und Politiker
- Teleki, Michael II. (1634–1690), Kanzler von Siebenbürgen und Ratgeber des Fürsten Michael I. Apafi
- Teleki, Mihály (1896–1991), ungarischer Politiker und Ackerbauminister
- Teleki, Pál (1879–1941), ungarischer Geograph und Politiker
- Teleki, Sámuel (1845–1916), österreichisch-ungarischer Politiker, Entdecker und Forschungsreisender
- Teleky, Ludwig (1872–1957), österreichischer Sozialmediziner und Sozialhygieniker
- Telemachus, Mönch und Märtyrer
- Teleman, Constantin (* 1968), rumänischer Mathematiker
- Teleman, Kostake (1933–2007), rumänischer Mathematiker
- Telemann, Georg Michael (1748–1831), deutscher Kirchenmusiker und Komponist
- Telemann, Georg Philipp (1681–1767), deutscher Barock-KomponistGeorg Philipp Telemann (1681–1767)

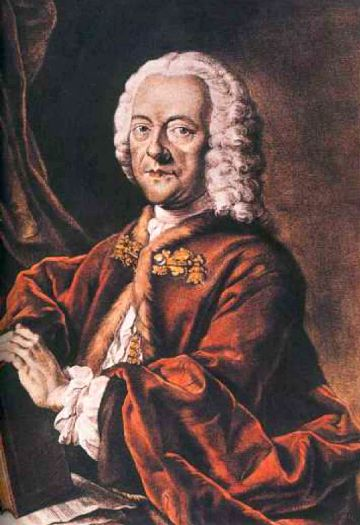
Georg Philipp Telemann (1681–1767)

- Telemann, Walter (1882–1941), deutscher Radiologe
- Télémaque, Hervé (1937–2022), französischer Maler haitianischer Herkunft
- Teleni, Esala († 2020), fidschianischer Rugbyspieler, Diplomat, Polizist und Offizier
- Telep, Peter (* 1965), US-amerikanischer Romanautor, Drehbuchautor und Universitätslehrer
- Telephos, indo-griechischer König
- Telepow, Rüstem (* 1991), kasachischer E-Sportler
- Telerig, Herrscher über Bulgarien (768–777)
- Telerman, Jorge (* 1955), argentinischer Politiker und Journalist
- Teles de Meneses, António José, portugiesischer Gouverneur von Portugiesisch-Timor und Macau
- Teles de Menezes, Fernão († 1605), portugiesischer Adliger, Militär und hoher Verwaltungsbeamter
- Teles do Nascimento, Fernando (1953–1980), osttimoresischer Politiker und Freiheitskämpfer
- Teles Veloso, David Carlos (* 1988), brasilianischer Fußballspieler
- Teles von Megara, antiker griechischer Philosoph
- Teles, Basílio (1866–1923), portugiesischer Politiker
- Teles, Gonçalo Galvão (* 1973), portugiesischer Regisseur und Drehbuchautor
- Teles, Márcio (* 1994), brasilianischer Leichtathlet
- Teles, Ralf de Souza (* 1984), brasilianischer Fußballspieler
- Teles, Sebastião Cústodio de Sousa (1847–1921), portugiesischer Politiker; Regierungschef
- Teleš, Vitali (* 1983), estnischer Fußballspieler
- Teleschnikow, Filaret Jewgenjewitsch (1897–1943), sowjetischer Philosoph
- Telesforo, Gegè (* 1961), italienischer Jazz- und Fusionmusiker und Moderator
- Telesias, griechischer Töpfer
- Telesikles, Gründer der parischen Kolonie auf Thasos
- Telesilla, griechische Dichterin der Antike
- Telesio, Bernardino († 1588), italienischer Philosoph und Naturforscher
- Telesko, Werner (* 1965), österreichischer Historiker
- Telesphoros, Feldherr des Antigonos Monophthalmos
- Telesphorus, Bischof von RomTelesphorus

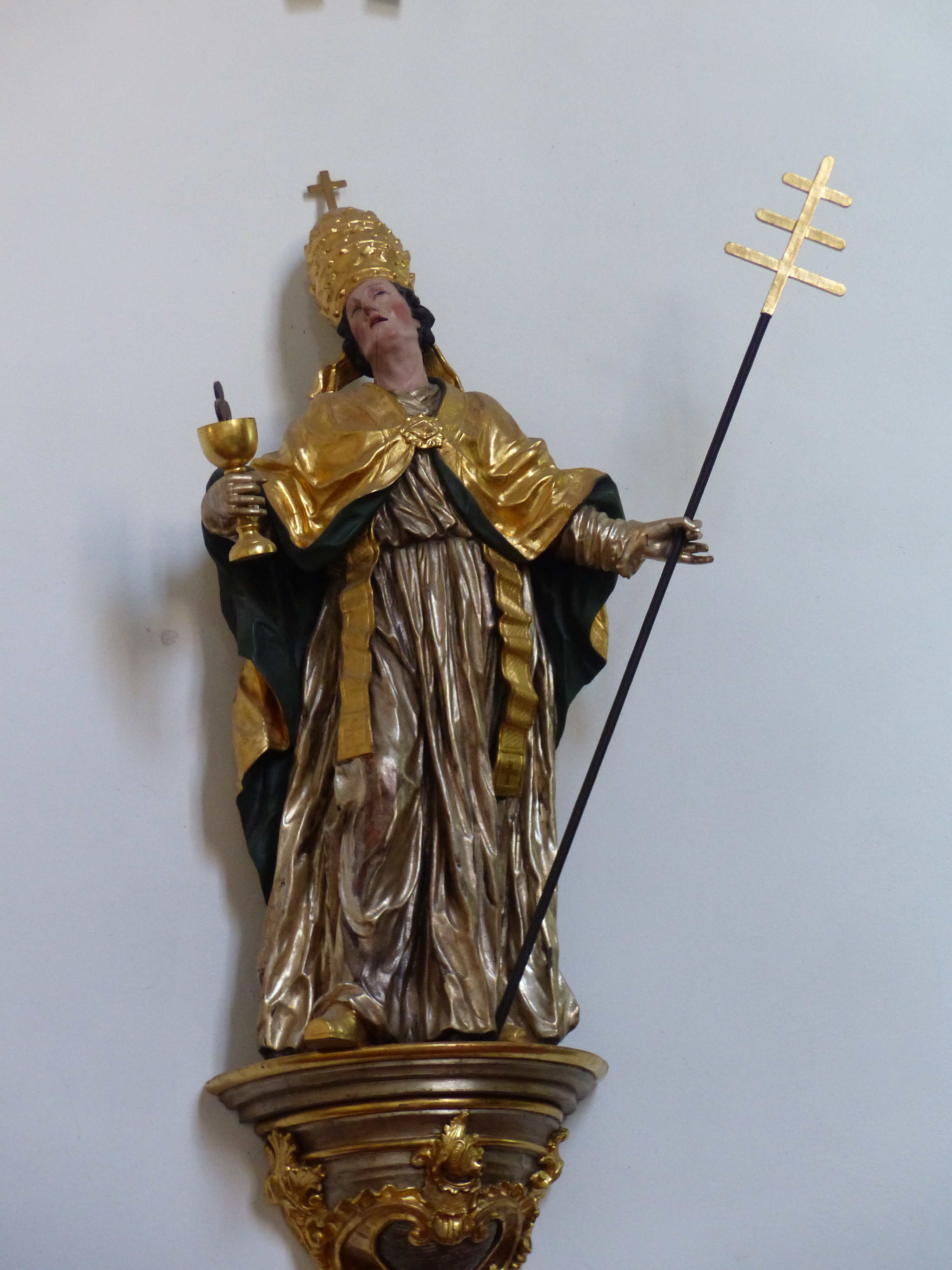
Telesphorus

- Telesphorus von Cosenza, eschatologischer Autor
- Teleszky, János (1868–1939), ungarischer Politiker, Finanzfachmann und Minister
- Teletović, Mirza (* 1985), bosnischer Basketballspieler
- Telewoda, Youngor Sevelee (* 1952), liberianische Botschafterin
- Telez, Herrscher, Khan von Bulgarien (zwischen 762 und 765)

### Telf
- Telfair, Charles († 1833), irisch-mauritischer Botaniker und Arzt
- Telfair, Edward (1735–1807), schottisch-amerikanischer Politiker und zweimaliger Gouverneur von Georgia
- Telfair, Sebastian (* 1985), US-amerikanischer Basketballspieler
- Telfair, Thomas (1780–1818), US-amerikanischer Politiker
- Telfer, Anna, US-amerikanische Schauspielerin
- Telfer, CeCé, Leichtathletin
- Telfer, Charlie (* 1995), schottischer Fußballspieler
- Telfer, Jim (* 1940), schottischer Rugbyspieler und Trainer
- Telfer, Nancy (* 1950), kanadische Komponistin und Chorleiterin
- Telfer, Pamela (* 1939), australische Speerwerferin
- Telfer, Paul (* 1971), schottischer Fußballspieler
- Telfner, Josef (1874–1948), österreichisch-italienischer Maler
- Telford, Carly (* 1987), englische Fußballtorhüterin
- Telford, Graeme (* 1942), australischer Bogenschütze
- Telford, Thomas (1757–1834), britischer BaumeisterThomas Telford (1757–1834)

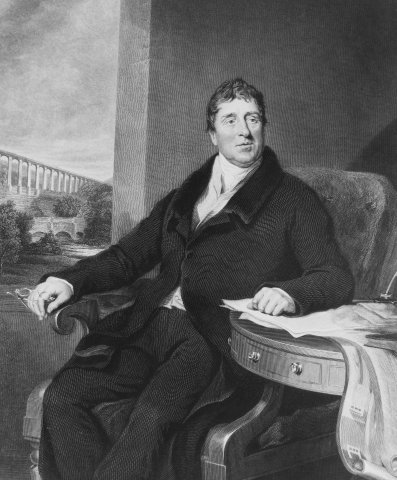
Thomas Telford (1757–1834)

- Telford, Zoe (* 1973), englische Schauspielerin

### Telg
- Telge, Paul (1846–1909), deutscher Goldschmied
- Telgenbüscher, Joachim (* 1981), deutscher Historiker und Journalist
- Telgenkamp, Duco (* 2002), niederländischer Hockeyspieler
- Telgenkämper, Edmund (* 1968), deutscher Schauspieler

### Telh
- Telhami, Shibley, US-amerikanischer Politikwissenschaftler

### Teli
- Telička, Pavel (* 1965), tschechischer Politiker, MdEP und EU-Kommissar
- Teliga, Leonid (1917–1970), polnischer Journalist, Autor und Dolmetscher
- Teliha, Olena (1906–1942), ukrainische Dichterin, Aktivistin der ukrainischen Kultur
- Telio, Murielle (* 1993), US-amerikanische SchauspielerinMurielle Telio (* 1993)
- Telipinu, hethitischer Großkönig
- Telipinu, König in Ḫalpa

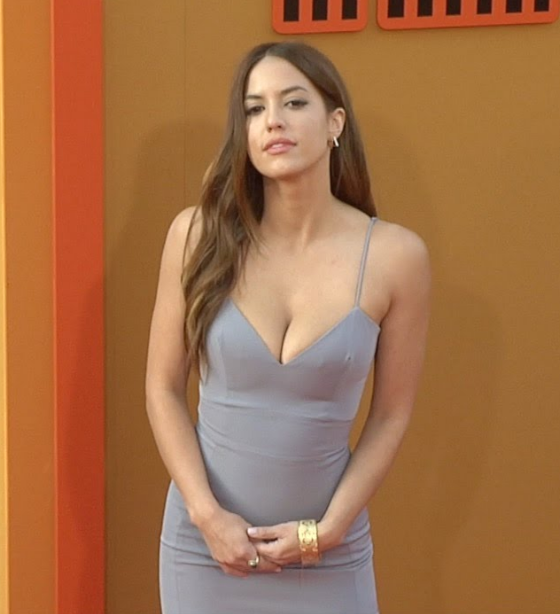
Murielle Telio (* 1993)

- Teliti, Qamil (1922–1977), albanischer Fußballspieler
- Telito, Filoimea (1945–2011), tuvaluischer Generalgouverneur
- Téliz, Emiliano (* 1992), uruguayischer Fußballspieler
- Telizyn, Daria (1960–2005), US-amerikanische Pianistin ukrainischer Herkunft
- Telizyn, Emil (1930–2011), ukrainisch-kanadischer Ikonenmaler, Kirchendekorateur und Bildhauer

### Telj
- Teljukin, Andrei Sergejewitsch (* 1976), russischer Eishockeyspieler

### Telk
- Telkamp, Mieke (1934–2016), niederländische Sängerin
- Telkämper, Wilfried (* 1953), deutscher Politiker (Bündnis 90/Die Grünen, WSAG, Die Linke), MdEP
- Telke, Oskar (1848–1917), deutscher Mediziner
- Telker, Michael (* 1989), US-amerikanischer Pokerspieler
- Telkes, Mária (1900–1995), ungarisch-amerikanische WissenschaftlerinMária Telkes (1900–1995)

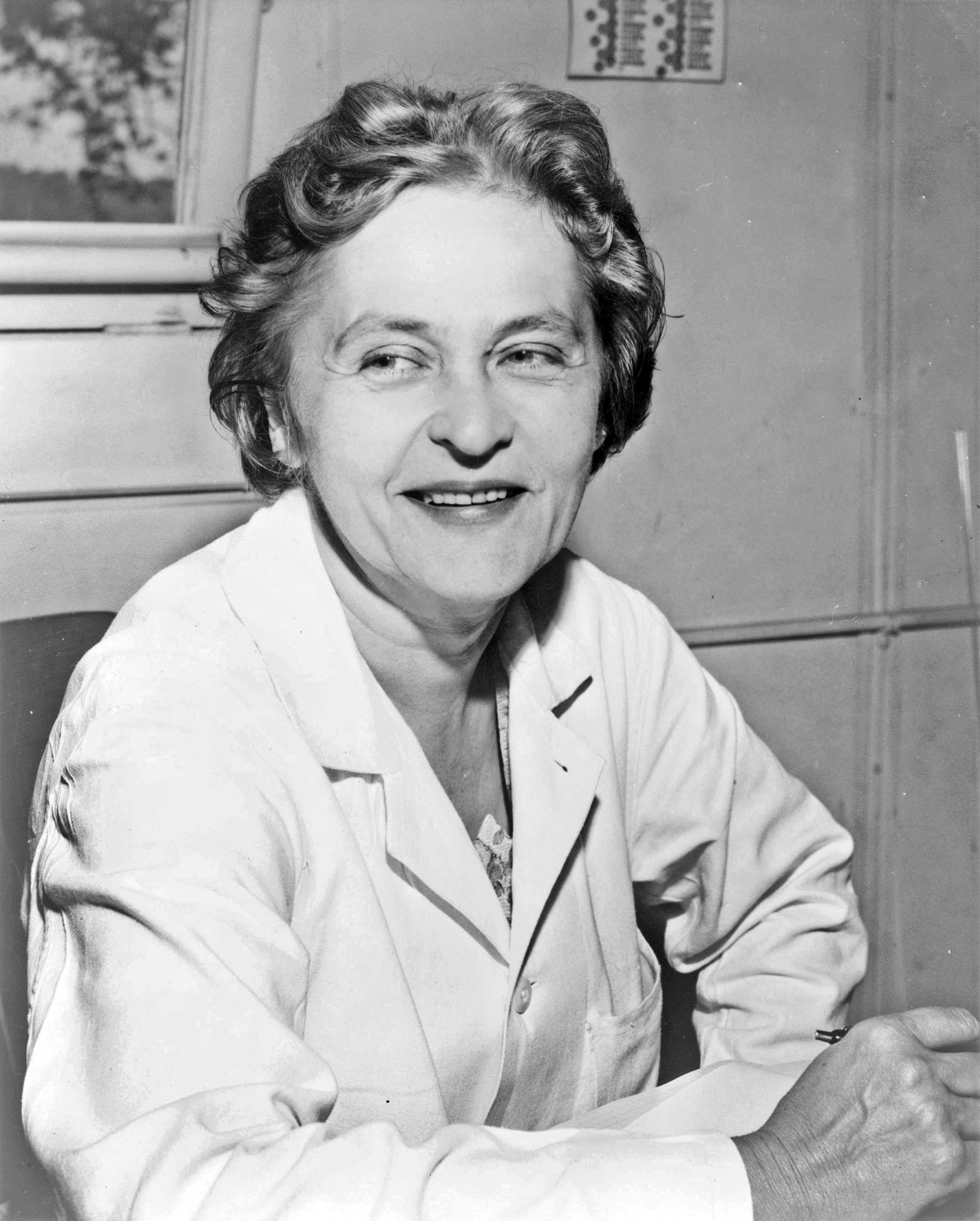
Mária Telkes (1900–1995)

- Telkijski, Dimitar (* 1977), bulgarischer Fußballspieler
- Telkök, Dilan (* 1995), türkische Schauspielerin

### Tell
- Tell i Lafont, Guillem August (1861–1929), katalanischer Rechtsanwalt, Notar und Schriftsteller
- Tell, Fernando (1921–1995), argentinischer Bandoneonist und Tangokomponist
- Tell, Franziska (* 1995), deutsche Politikerin (Bündnis 90/Die Grünen)
- Tell, Guillaume (1902–1998), französischer Langstreckenläufer
- Tell, Jordan (* 1997), französisch-guadeloupischer Fußballspieler
- Tell, Vladimir (1899–1925), estnischer Fußballspieler
- Tell, Wilhelm (1871–1950), deutscher Politiker, Leitender Staatsminister der Übergangsregierung des Freistaats Sachsen-Altenburg von November 1918 bis März 1919
- Tell, Willy (* 1966), Schweizer Musiker, Komponist und Texter
- Tella, Nathan (* 1999), nigerianisch-englischer Fußballspieler
- Tellander, Daniel (* 1983), schwedischer Handballspieler
- Telle, Constantin Michel († 1846), französischer Ballettmeister und Choreograf
- Telle, Émile Villemeur (1907–2000), US-amerikanischer Romanist
- Telle, Erhard (1933–1991), deutscher Militär, Generalmajor der LSK/LV der Nationalen Volksarmee
- Telle, Hannah (* 1987), US-amerikanische Schauspielerin und Synchronsprecherin
- Telle, Joachim (1939–2013), deutscher Altgermanist
- Telle, Neo (* 2005), deutscher Fußballspieler
- Telle, Serge (* 1955), französischer Diplomat und monegassischer Staatsminister
- Telle, Wilhelm (1798–1862), deutscher Pianist und Komponist sowie Musikdirektor
- Tellechea, Emiliano (* 1987), uruguayischer Fußballspieler
- Tellechea, Gilberto (* 1885), uruguayischer Fechter
- Tellechea, Matías (* 1992), uruguayischer Fußballspieler
- Tellechea, Raphaël (1930–2008), französischer Fußballspieler
- Tellefsen, Christopher (* 1957), US-amerikanischer Filmeditor
- Tellefsen, Rut (* 1930), norwegische Schauspielerin
- Tellefsen, Thomas Dyke Acland (1823–1874), norwegischer Pianist und Komponist
- Tellegen, Bernard (1900–1990), niederländischer Elektrotechniker
- Tellegen, Lou (1883–1934), niederländischer Theater-, Stummfilmschauspieler und Regisseur
- Tellegen, Marie Anne (1893–1976), niederländische Juristin, Feministin und Widerstandskämpferin
- Tellegen, Toon (* 1941), niederländischer Kinderbuchautor
- Tellekamp, Hillegonda Henriëtte (1881–1982), niederländische Malerin
- Tellem, Nancy (* 1953), US-amerikanische Rechtsanwältin und Medienmanagerin
- Tellemann, Friedrich (1790–1872), preußischer Jurist und Abgeordneter
- Tellemann, Otto (1833–1877), deutscher Verwaltungsbeamter
- Tellen, Anders (* 1969), deutscher Skateboardfahrer
- Tellenbach, Gerd (1903–1999), deutscher HistorikerGerd Tellenbach (1903–1999)

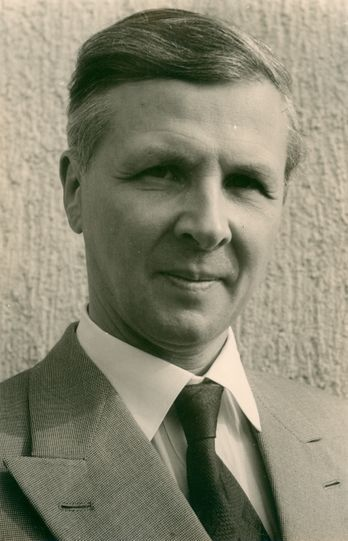
Gerd Tellenbach (1903–1999)

- Tellenbach, Hubertus (1914–1994), deutscher Psychiater
- Tellenbach, Karl (1877–1931), Berner Stadtoriginal
- Tellenbach, Klaus (1902–1985), deutscher Jurist und Politiker (DDP, NSDAP)
- Tellenbach, Michael (* 1950), deutscher Prähistorischer Archäologe und Altamerikanist
- Tellenbach, Silvia (* 1950), deutsche Rechtswissenschaftlerin
- Tellenbröker, Maren (* 2000), deutsche Fußballspielerin
- Teller, Abraham (1609–1658), deutscher evangelischer Geistlicher und Kirchenlieddichter
- Teller, Alfred (1881–1951), österreichischer Architekt
- Teller, Augusta H. (1909–2000), ungarisch-amerikanische Mathematikerin und Informatikerin
- Teller, Christian (1933–2008), deutscher Heimatforscher und Denkmalpfleger
- Teller, Dietrich (1944–2021), österreichischer Politiker (ÖVP), Abgeordneter zum Nationalrat
- Teller, Edward (1908–2003), ungarisch-amerikanischer PhysikerEdward Teller (1908–2003)

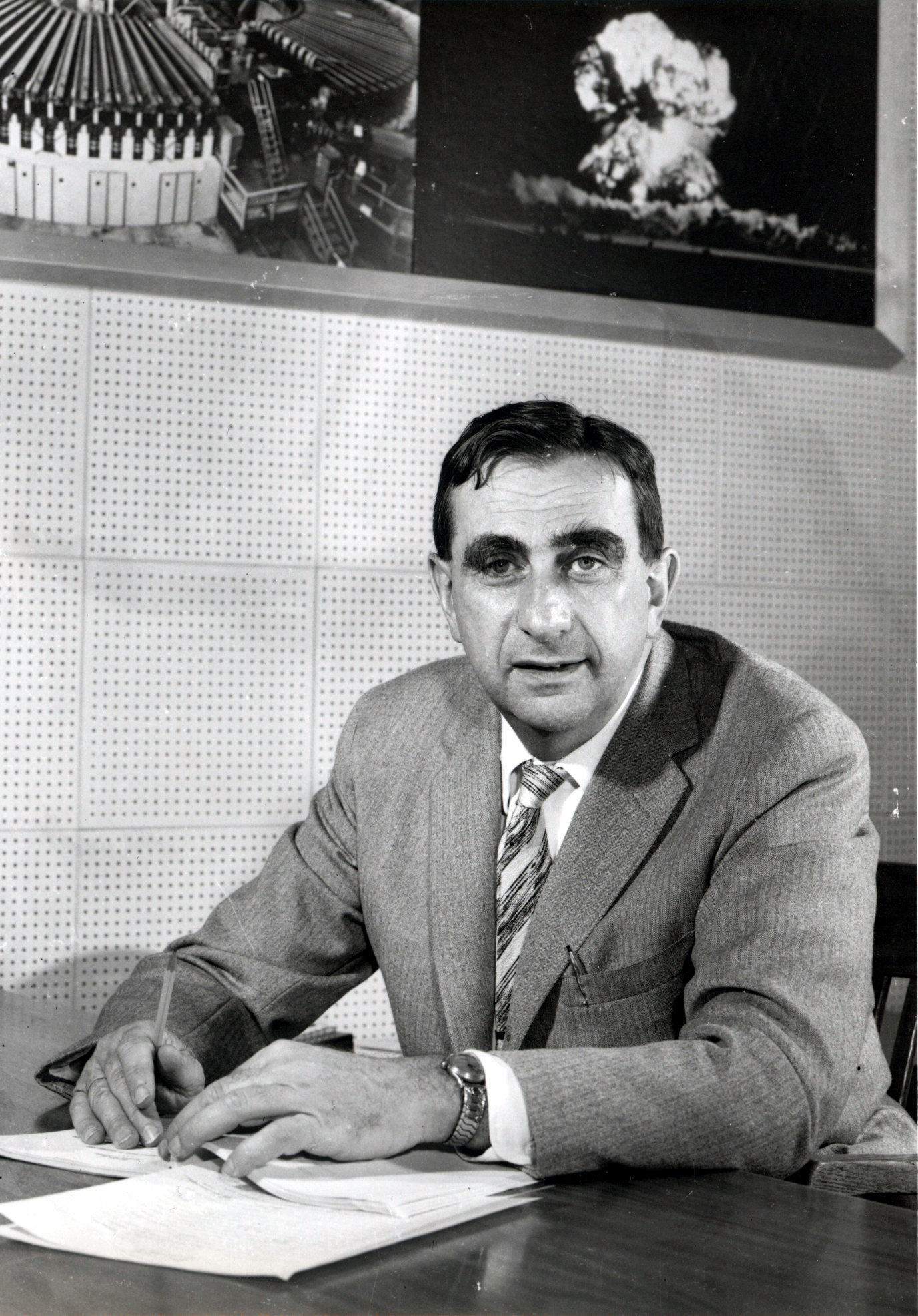
Edward Teller (1908–2003)

- Teller, Frank (1965–2016), deutscher Heimatforscher und Denkmalpfleger
- Teller, Friedrich (1852–1913), österreichischer Geologe und Paläontologe
- Teller, Günther (1925–1982), deutscher Generalleutnant, Vorsitzender des Zentralvorstands der GST der DDR
- Teller, Heinrich (1910–2008), deutscher Dermatologe
- Teller, Henry Moore (1830–1914), US-amerikanischer Politiker
- Teller, Isaac (1799–1868), US-amerikanischer Politiker
- Teller, Janne (* 1964), dänische Schriftstellerin
- Teller, John (* 1983), US-amerikanischer Freestyle-Skisportler
- Teller, Juergen (* 1964), deutscher Fotograf
- Teller, Jürgen (1926–1999), deutscher Philosoph
- Teller, Karl (1889–1944), jüdischer Schriftsteller, Dramatiker, Schauspieler, Zionist und Lehrer
- Teller, Ludwig (1911–1965), US-amerikanischer Jurist und Politiker
- Teller, Lukas (* 2000), belgischer Politiker
- Teller, Martin (* 1966), deutscher Historiker und Geograph
- Teller, Michaela (* 1975), deutsche Juristin und Richterin am Bundesfinanzhof
- Teller, Miles (* 1987), US-amerikanischer SchauspielerMiles Teller (* 1987)

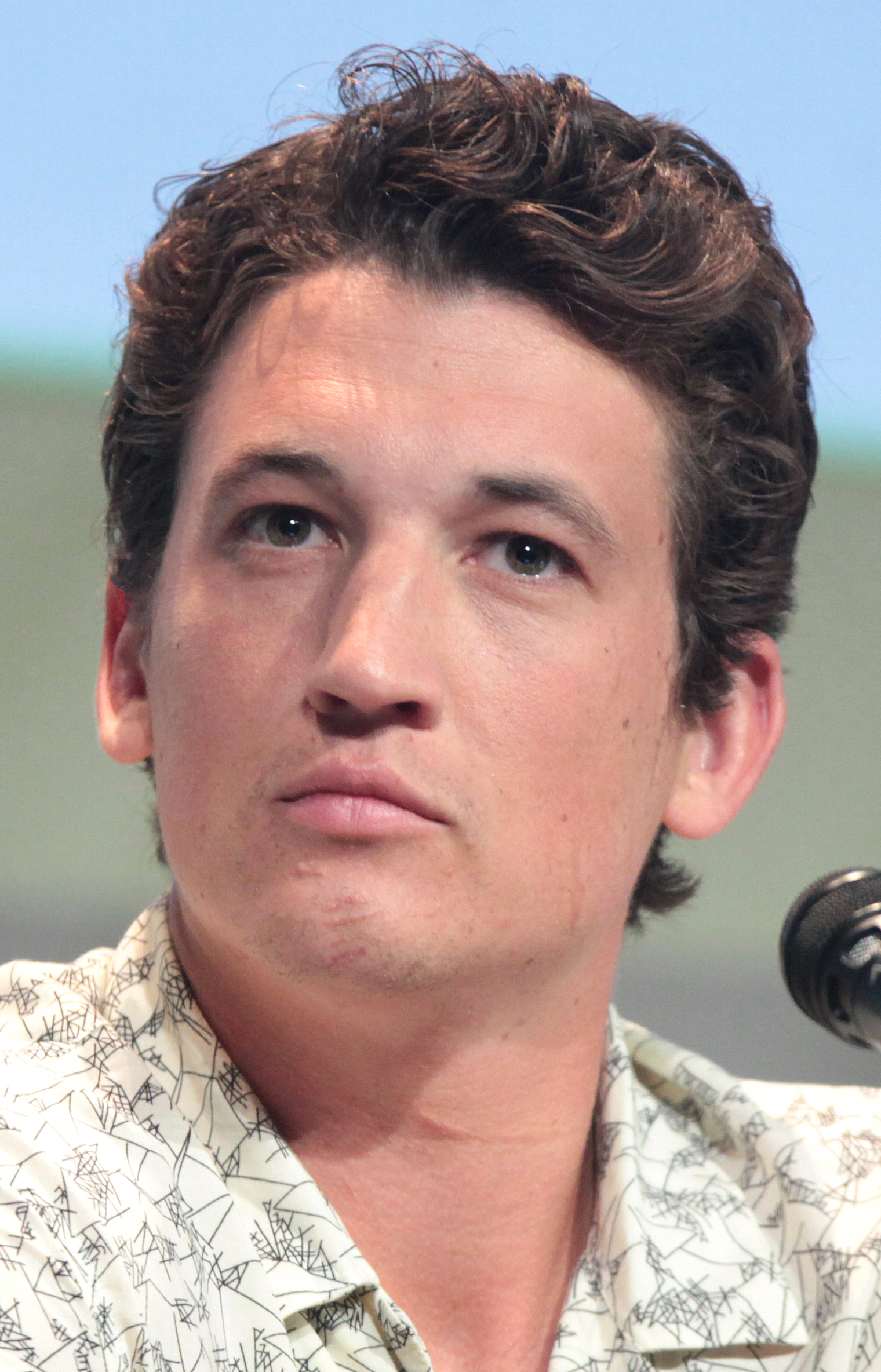
Miles Teller (* 1987)

- Teller, Oscar (1902–1985), österreichischer Kabarettist und Autor
- Teller, Raymond Joseph (* 1948), US-amerikanischer Komiker russisch-kubanischer Abstammung
- Teller, Romanus (1671–1721), Diakon
- Teller, Romanus (1703–1750), deutscher lutherischer Theologe
- Teller, Walter (1928–1999), deutscher Pädiater
- Teller, Wilhelm Abraham (1734–1804), deutscher Theologe
- Teller, Wyatt (* 1994), US-amerikanischer American-Football-Spieler
- Tellera, Giuseppe (1882–1941), italienischer Generalleutnant
- Tellería, Maider (* 1973), spanische Hockeyspielerin
- Tellermann, Helmut (1918–1979), deutscher Jurist, Verwaltungsbeamter und Politiker (SPD)
- Telles, Alex (* 1992), brasilianischer FußballspielerAlex Telles (* 1992)

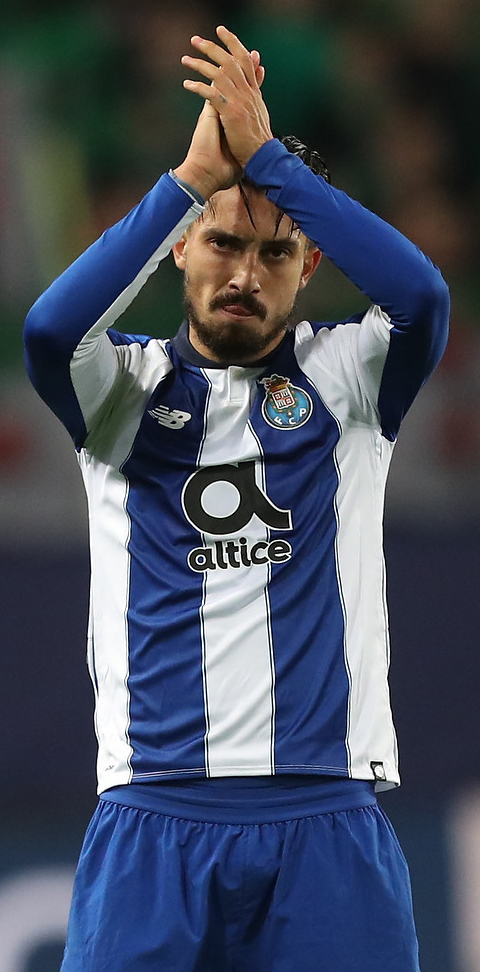
Alex Telles (* 1992)

- Telles, António da Cunha (1935–2022), portugiesischer Filmregisseur und -produzent
- Telles, Cynthia A. (* 1953), US-amerikanische Diplomatin
- Telles, Gonçalo Ribeiro (1922–2020), portugiesischer Politiker und Landschaftsarchitekt
- Telles, Lygia Fagundes (1918–2022), brasilianische Juristin und Schriftstellerin
- Telles, Marcel (* 1950), brasilianischer Unternehmer
- Telles, Raymond L., Jr. (1915–2013), US-amerikanischer Politiker und Diplomat
- Telles, Robert, US-amerikanischer Politiker und Mörder
- Telles, Sylvia (1934–1966), brasilianische Sängerin der Bossa Nova
- Tellesch, Göta (1932–2013), deutsche Malerin
- Telletxea, Alaitz (* 1976), spanische Musikerin der Band Alaitz eta Maider (Baskenland)
- Téllez de Meneses, Alfonso († 1230), spanischer Adliger (ricohombre)
- Téllez de Meneses, Tello († 1247), Bischof von Palencia
- Téllez, Dora María (* 1955), nicaraguanische Schriftstellerin, Historikerin und Guerillaführerin
- Téllez, Hernando (1908–1966), kolumbianischer Schriftsteller und Politiker
- Téllez, Javier (* 1969), venezolanischer Künstler und Filmemacher
- Téllez, José Luis (* 1938), mexikanischer Radrennfahrer
- Téllez, Natalia (* 1985), mexikanische Moderatorin und Schauspielerin
- Téllez, Nicolás, mexikanischer Fußballspieler
- Téllez, Norberto (* 1972), kubanischer Leichtathlet
- Tellez, Tom (* 1933), US-amerikanischer Leichtathletiktrainer
- Tellgmann, Ferdinand (1811–1897), deutscher Porträtmaler der Biedermeierzeit und Fotograf
- Tellgmann, Gustav (1891–1945), deutscher Oberstleutnant, Widerstandskämpfer
- Tellgmann, Oscar (1857–1936), deutscher Hof- und Militär-Fotograf
- Tellheim, Käthe (1900–1984), deutsche Volkssängerin und Jodlerin
- Telli, Ahmet (* 1946), türkischer Lehrer und Autor
- Telli, Diallo (1925–1977), guineischer Politiker und Diplomat
- Telli, Seraina (* 1990), Schweizer Sängerin, Komponistin und Multi-Instrumentalistin
- Telli, Yamaç (* 1988), türkischer Schauspieler, Sänger und Pianist
- Tellier, Joseph-Mathias (1861–1952), kanadischer Jurist und Politiker (Québec)
- Tellier, Léon, französischer Segler
- Tellier, Michel Le (1603–1685), französischer Kriegsminister
- Tellier, Sébastien (* 1975), französischer Sänger und Songwriter
- Tellier, Sylvie (* 1978), französisches Model
- Tellier, Théophile (1872–1955), französischer Kolonialbeamter
- Telliez, Sylviane (* 1942), französische Sprinterin
- Tellinger, Michael, südafrikanischer Schriftsteller, Musiker und Politiker
- Tellings, Simones Maria Hubertus (* 1956), niederländischer Bankmanager
- Tellington-Jones, Linda (* 1937), kanadische Reitlehrerin
- Tellini, Achille (1866–1938), italienischer Naturwissenschaftler, Geologe und Sprachwissenschaftler
- Tellioğlu, Hilda (* 1967), österreichische Informatikerin und Hochschullehrerin an der TU Wien
- Telljohann, Michael (* 1969), deutscher Fußballspieler
- Telljohann, Sven (* 1971), deutscher Schachspieler
- Tellkamp, Uwe (* 1968), deutscher SchriftstellerUwe Tellkamp (* 1968)

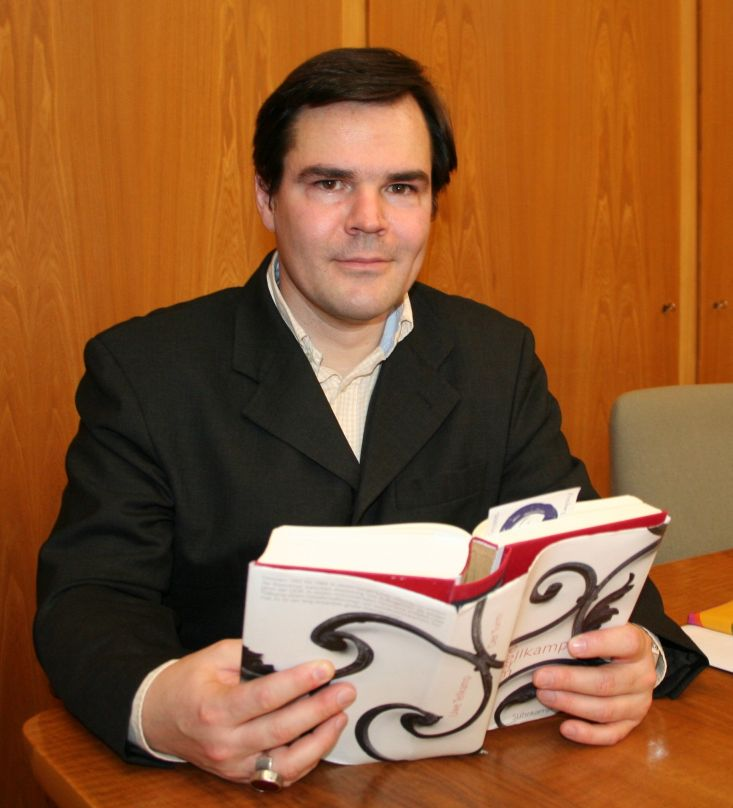
Uwe Tellkamp (* 1968)

- Tellkampf, Adolf (1798–1869), deutscher Mathematiker und Pädagoge
- Tellkampf, Gert (1908–1986), deutscher Schauspieler
- Tellkampf, Johann Louis (1808–1876), deutscher Nationalökonom und Politiker (NLP), MdR
- Tellmann, Johann Herrmann (1793–1851), deutscher Postbeamter sowie Bürgermeister von Bosau
- Tellmann, Otto (1927–2013), rumänischer Handballspieler und -trainer
- Tellmann, Tessie (* 1948), Schweizer Schauspielerin
- Tellmann, Ute (* 1971), deutsche Soziologin und Hochschullehrerin
- Tellmeister, Adam (* 1961), Schweizer Künstler
- Tello, Bischof von Chur
- Tello Alfonso von Kastilien (1337–1370), Herr von Biskaya, erster Herr von Aguilar de Campoo und Graf von Castañeda
- Tello, Carlos (1929–1965), chilenischer Fußballspieler
- Tello, Claudio (1963–2014), chilenischer Fußballspieler
- Tello, Cristian (* 1991), spanischer FußballspielerCristian Tello (* 1991)

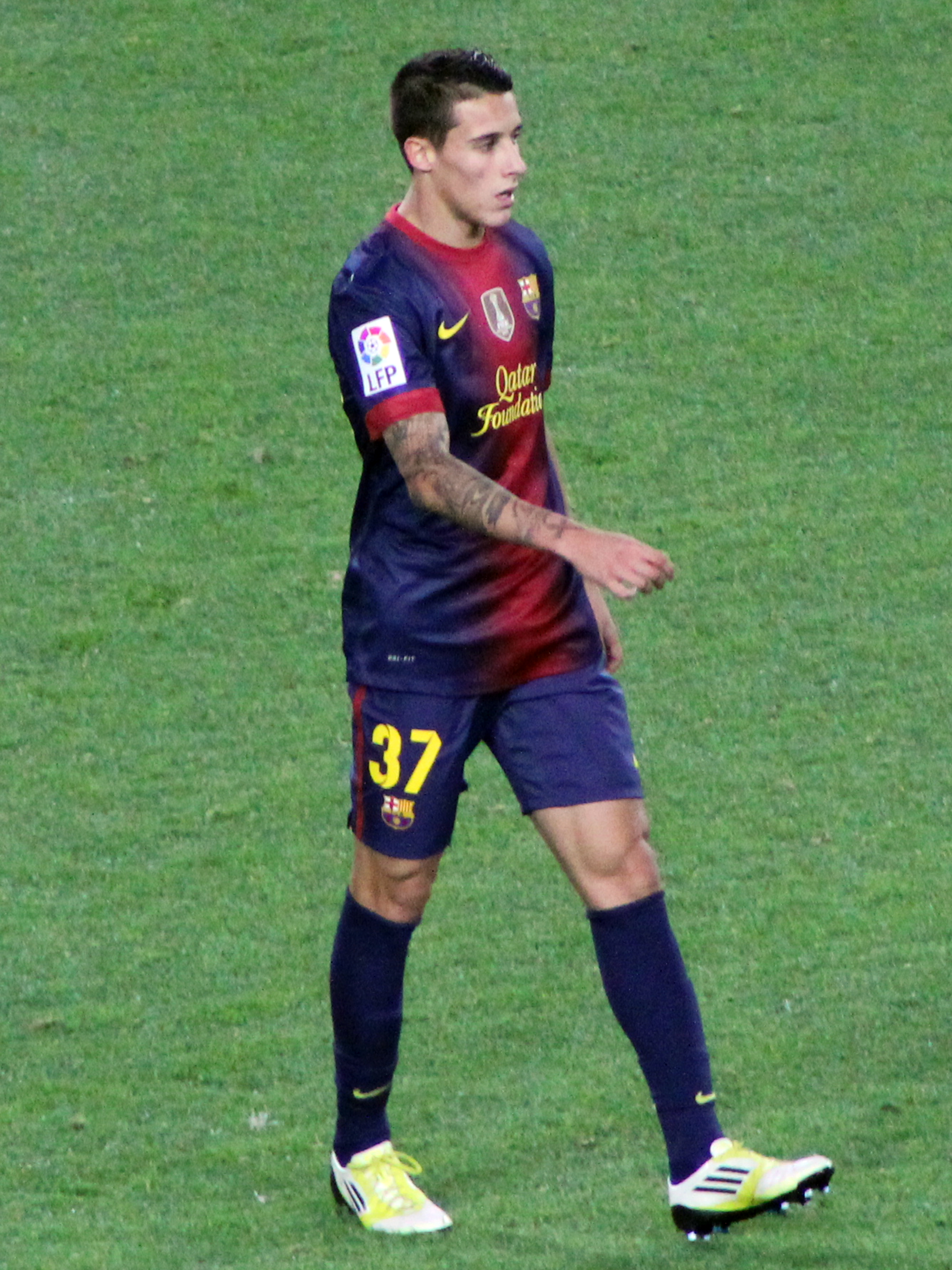
Cristian Tello (* 1991)

- Tello, Facundo (* 1982), argentinischer Fußballschiedsrichter
- Tello, Germán (* 1963), mexikanischer Fußballspieler
- Tello, Juan Alfonso VI. Graf von Barcelos († 1385), portugiesischer Admiral, VI Graf von Barcelos
- Tello, Juan Carlos (* 1962), mexikanischer Architekt
- Tello, Julio (1880–1947), peruanischer Mediziner, Anthropologe und Archäologe
- Tello, Rafael J. (1872–1961), mexikanischer Komponist
- Tello, Rodrigo (* 1979), chilenischer Fußballspieler
- Telloglou, Aliki († 2008), griechische Kunstsammlerin und Philanthropin
- Telloglou, Nestor († 1972), griechischer Geschäftsmann, Kunstsammler und Philanthrop
- Telloglou, Tasos (* 1961), griechischer investigativer Journalist
- Telloke, Hannelore (1940–2019), deutsche Theaterschauspielerin
- Telloke, Michael (1945–2010), deutscher Synchronsprecher und Schauspieler
- Tellone, Sunny, US-amerikanische Schauspielerin, Synchronsprecherin und Stuntfrau
- Tellqvist, Mikael (* 1979), schwedischer Eishockeytorwart
- Tellz, Telly (* 1990), deutscher Rapper

### Telm
- Telma Ágústsdóttir (* 1977), isländische Popsängerin
- Telma Ívarsdóttir (* 1999), isländische FußballtorhüterinTelma Ívarsdóttir (* 1999)

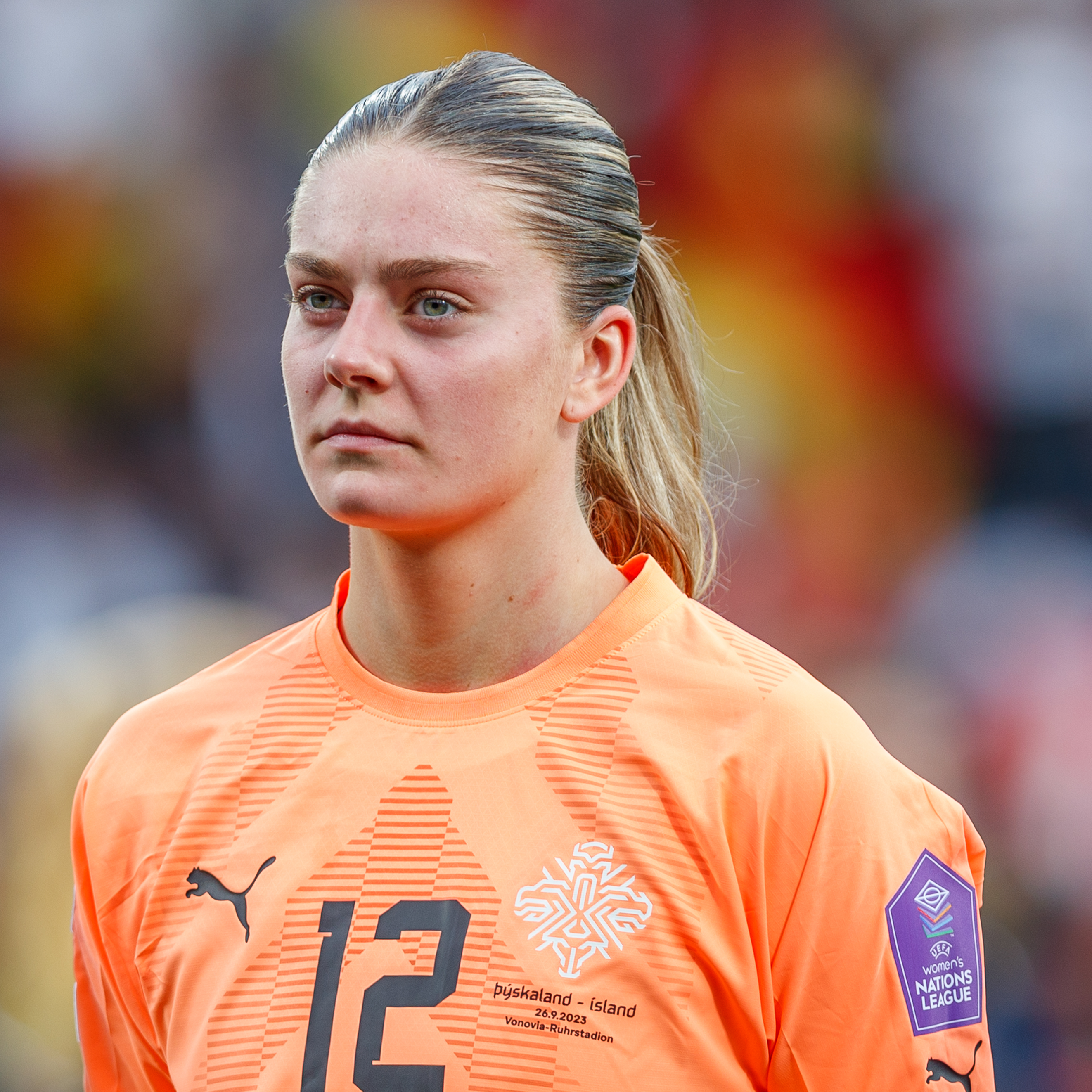
Telma Ívarsdóttir (* 1999)

- Telma Þrastardóttir (* 1995), isländische Fußballnationalspielerin
- Telmann, Konrad (1854–1897), deutscher Dichter, Schriftsteller und Jurist
- Telmányi, Emil (1892–1988), ungarischer Geiger und Dirigent
- Telmo, José Ângelo Cottinelli (1897–1948), portugiesischer Architekt und Filmproduzent

### Teln
- Telnaes, Ann (* 1960), US-amerikanische Karikaturistin
- Telnekes, Derk (* 1995), niederländischer Dartspieler
- Telnow, Waleri Iwanowitsch (* 1950), russischer Physiker

### Telo
- Telo Tulku Rinpoche (* 1972), kalmückisch-stämmiger buddhistischer Geistlicher und Mönch
- Teló, Michel (* 1981), brasilianischer Latin-Pop-SängerMichel Teló (* 1981)

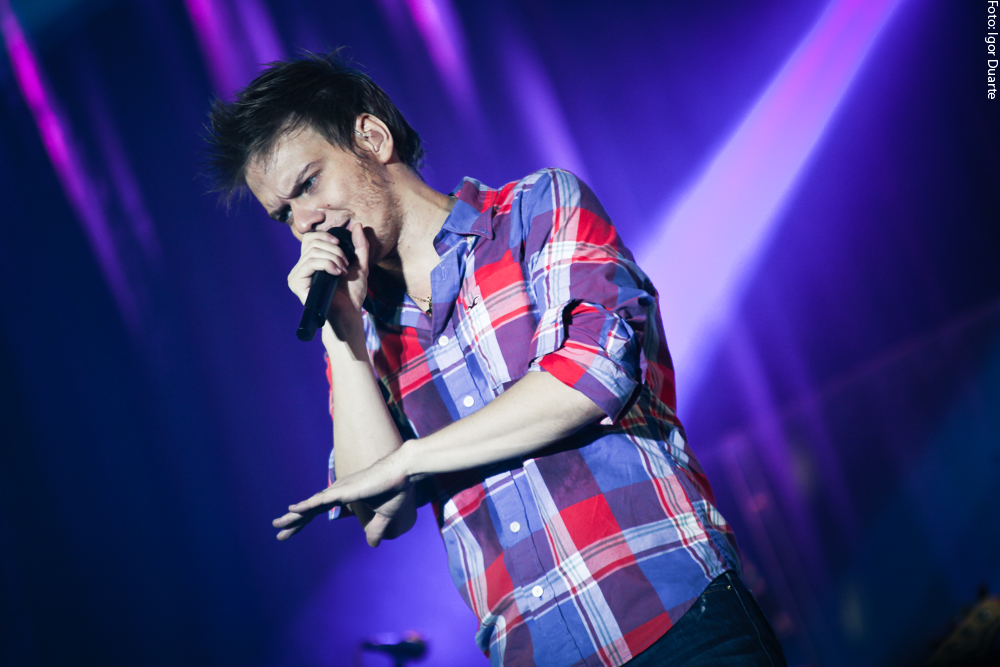
Michel Teló (* 1981)

- Teloni, Francesco Ansaldo (1760–1846), italienischer Geistlicher, Bischof von Macerata und Tolentino
- Telonius, Michael (1652–1714), deutscher Organist, Komponist und Librettist

### Tels
- Telschow, Ernst (1889–1988), deutscher Chemiker, Generalsekretär der Kaiser-Wilhelm-Gesellschaft und der Max-Planck-Gesellschaft
- Telschow, Lars (* 1991), deutscher Bahn- und Straßenradrennfahrer
- Telschow, Otto (1876–1945), deutscher Politiker (NSDAP), MdR, Gauleiter, Staatsrat und Reichsverteidigungskommissar
- Telschow, Wilhelm (1809–1872), deutscher Buchhalter, Autor und Librettist
- Telser, Daniel (* 1970), liechtensteinischer Fußballspieler
- Telser, Martin (* 1978), liechtensteinischer Fußballspieler
- Telson, Bob (* 1949), US-amerikanischer Komponist, Multiinstrumentalist und Sänger

### Telt
- Telting, Johann Gerhard (1786–1845), deutscher Jurist und Politiker
- Teltscher, Eliot (* 1959), US-amerikanischer Tennisspieler
- Teltscher, Joseph (1801–1837), österreichischer Lithograph
- Teltscher, Mark (* 1980), britischer Pokerspieler
- Teltschik, Horst (* 1940), deutscher Politologe und WirtschaftsmanagerHorst Teltschik (* 1940)

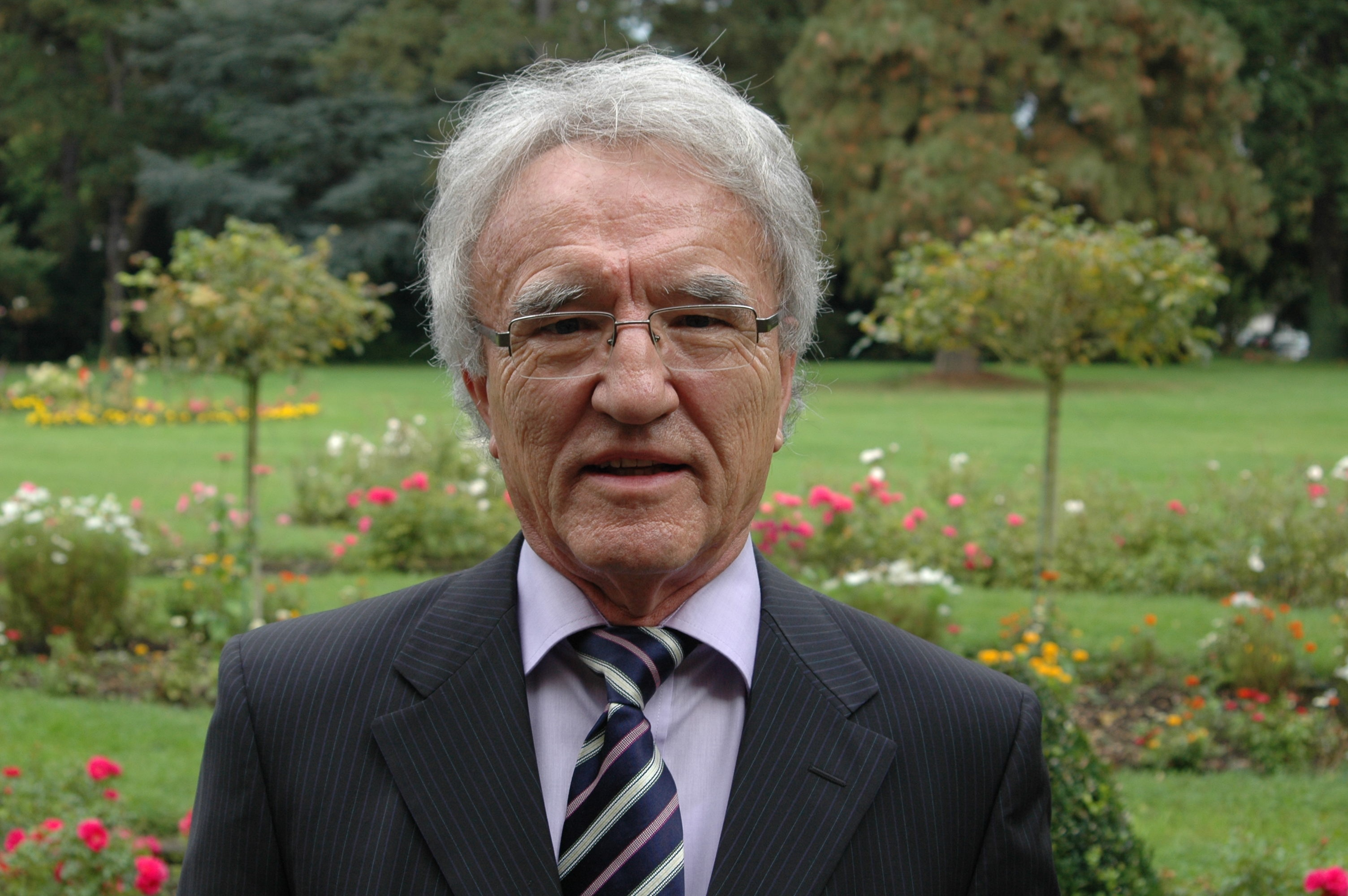
Horst Teltschik (* 1940)

- Teltschik, Wilhelm (1863–1937), österreichischer Politiker (DnP), Abgeordneter zum Nationalrat
- Teltsidou, Elisavet (* 1995), griechische Judoka
- Teltull, Rodman (* 1994), palauischer Leichtathlet
- Teltz, Henning (1905–1989), deutscher Wehrtechnik-Ingenieur
- Teltz, Vera (* 1971), deutsche Synchronsprecherin und Schauspielerin

### Telu
- Teluren, Anna (1916–2018), deutsche Schauspielerin und Theaterregisseurin
- Teluschkin, Pjotr († 1833), russischer Bauer und Dachdecker
- Teluschkina, Marija (* 1994), kasachische Kugelstoßerin

### Tely
- Telyčėnas, Vizgirdas (* 1955), litauischer Jurist und Polizist

### Telz
- Telzerow, Axel (* 1970), deutscher Autor, Journalist und Berater